# Condado de Anderson (Kansas)
O Condado de Anderson é um dos 105 condados do estado americano de Kansas. A sede do condado é Garnett, e sua maior cidade é Garnett. O condado possui uma área de 1 513 km² (dos quais 4 km² estão cobertos por água), uma população de 8 110 habitantes, e uma densidade populacional de 11 hab/km² (segundo o censo nacional de 2000). O condado foi fundado em 25 de agosto de 1855.